# Бекжанов, Сакен Мансурович
Сакен Мансурович Бекжанов (род. 3 декабря 1969, Целиноград, Казахская ССР, СССР) — Главнокомандующий Военно-морскими силами ВС РК.

## Биография
Родился 3 декабря 1969 года в г. Целиноград (ныне Астана). С августа 1987 по июнь 1992 года обучался в Высшем военно-морском училище им. М. В. Фрунзе. С июля 1992 по сентябрь 2003 года проходил службу на различных должностях от командира боевой части до командира корабля в Вооружённых силах Российской Федерации. С сентября 2003 по июнь 2005 года обучался в Военно-морской академии им. Н. Г. Кузнецова. С июня 2005 по июнь 2011 года прошёл путь по службе от командира дивизиона до командира бригады судов обеспечения Северного флота Российской Федерации. С апреля 2012 по август 2013 года был сначала заместителем командира части, затем начальником отделения боевой подготовки войсковой части 29011 ВМС ВС РК. С августа 2013 по июнь 2015 года — командир войсковой части 29011 — заместитель главнокомандующего ВМС ВС РК. С июня 2015 по август 2016 года занимал должности заместителя главнокомандующего и начальника управления материально-технического обеспечения Управления главнокомандующего Военно-морскими силами ВС РК. С августа 2016 по апрель 2018 года являлся адъюнктом Военной академии Генерального штаба ВС РФ.
18 апреля 2018 года Указом Президента Республики Казахстан назначен Главнокомандующим Военно-морскими силами ВС РК. 25 июня 2024 года на этом посту его сменил генерал-майор С. Ж. Бурамбаев..
Награждён 7 медалями — юбилейными и за выслугу лет.